# スミス・エルダー・アンド・カンパニー
スミス・エルダー・アンド・カンパニー（英語: Smith, Elder & Co.、Smith, Elder, and Co.、Smith, Elder and Co.など表記ゆれあり）は、イギリスの出版社。1816年から1917年まで出版活動を行い、『英国人名事典』などの出版物で知られた。

## 歴史

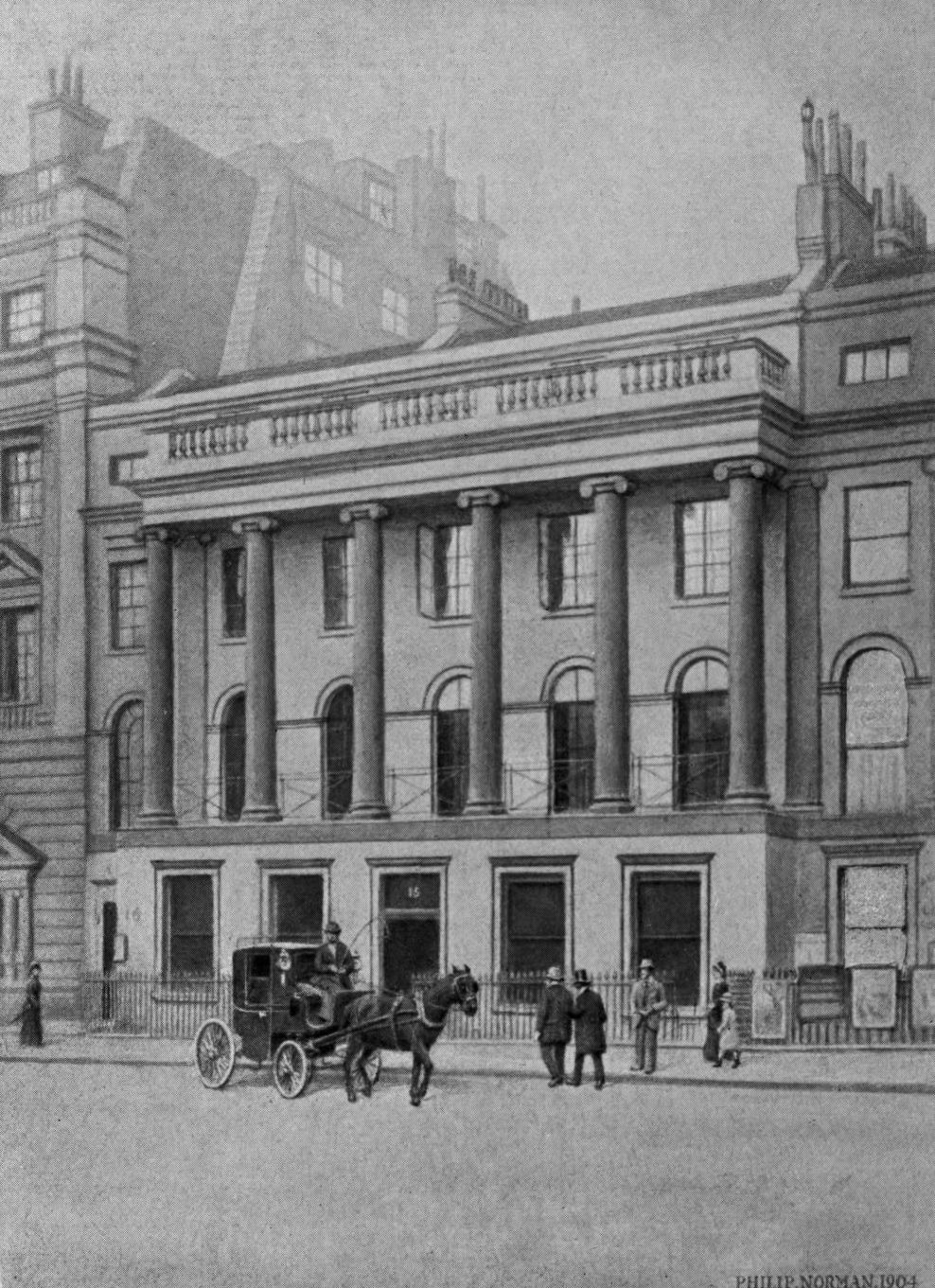
ロンドンのウォータールー・プレイス15番地にあるスミス・エルダー・アンド・カンパニーの事務所。

ジョージ・スミス（1789年 - 1846年）とアレクサンダー・エルダー（Alexander Elder、1790年 - 1876年）によって1816年に設立され、1843年にスミスの息子ジョージ・マレー・スミス（1824年 - 1901年）が引き継いだ。ジョージ・マレー・スミスの末娘の夫レジナルド・J・スミスが1894年に参入して1899年に引き継いだが、彼が1916年12月26日に死去すると事業を引き継ぐ者がいなくなり、売却が決定された 。その後、1917年5月にジョン・マレー社によって買収された。
ロバート・ブラウニング、ジョージ・エリオット、エリザベス・ギャスケル、トーマス・ハーディ、リチャード・ジェフリーズ、ジョージ・マクドナルド、チャールズ・リード、ジョン・ラスキン、アルジャーノン・チャールズ・スウィンバーン、アルフレッド・テニスン、ジョージ・ギッシングらヴィクトリア朝の作家の著作を多く出版したほか、英国人名事典を出版したことで知られる。なお、英国人名事典については1917年にオックスフォード大学に譲渡され、大学はそれをオックスフォード大学出版局に与えた。
雑誌では1841年より『ロンドン・アンド・エディンバラ・マガジン』（The London and Edinburgh Magazine）を、1859年より『コーンヒル・マガジン』を出版した。

## 関連図書
- Jenifer Smith, Prince of Publishers: A Biography of George Smith, London: Allison & Busby, 1986